# Luís Monteiro Pereira
Luís Alberto Monteiro Pereira (Boliqueime, 6 de Fevereiro de 1958 - Loulé, 9 de Outubro de 2015) foi um jornalista, funcionário público e escritor português.

## Biografia

### Primeiros anos
Nasceu em Boliqueime, no concelho de Loulé, em 6 de Fevereiro de 1958.

### Carreira profissional e literária
Durante a sua juventude colaborou nos jornais O Dia, O Tempo, Correio da Manhã, O Diabo e O Século. Também escreveu para os periódicos Avezinha, Notícias de S. Brás e Voz de Loulé. A sua principal ocupação foi como funcionário na Câmara Municipal de Loulé, onde era técnico de animação cultural desde 1993 no Gabinete de Comunicação e na Divisão de Cultura, tendo igualmente colaborado na agenda municipal.
Começou a escrever desde a juventude, tendo-se distinguido como poeta e cronista. Publicou os livros Crónicas do Tempo Morto, Lágrimas e Fel, Refúgio Poético, No Pico da Melancolia, (In)quietações, Poeticodependência, Cântico à Mãe Soberana, 2 Dias de Vida e 3 d’Ilusões, Vagueando nas Vagas do Tempo, Fado dos Meus Silêncios, Estética de uma dor incomum e O Conservador de Utopias, tendo estas duas últimas obras sido editadas em 2013 e 2015 pela empresa algarvia Arandis.
Em Março de 2019, a Câmara Municipal de Loulé apresentou o livro Poemas de um Adulto-Criança, que reuniu vários poemas inéditos de Luís Monteiro Pereira.

### Falecimento e família
Faleceu em 9 de Outubro de 2015, na cidade de Loulé, aos 57 anos de idade.